# Хросна (остановочный пункт)
Хросна (пол. Chrosna) — остановочный пункт железной дороги (платформа пассажирская), размещенный рядом с деревней Хросна в гмине Колбель, в Мазовецком воеводстве Польши. Имеет 1 платформу и 1 путь. 
Остановочный пункт на железнодорожной линии Варшава-Восточная — Дорогуск, построен в 1941 году. 